# Riscle
Riscle (gaskonsko Riscla) je naselje in občina v južnem francoskem departmaju Gers regije Jug-Pireneji. Leta 2008 je naselje imelo 1.707 prebivalcev.

## Geografija
Naselje leži v pokrajini Gaskonji ob reki Adour in njenem levem pritoku Arrioutor, 68 km zahodno od Aucha.

## Uprava
Riscle je sedež istoimenskega kantona, v katerega so poleg njegove vključene še občine Arblade-le-Bas, Aurensan, Barcelonne-du-Gers, Bernède, Caumont, Corneillan, Gée-Rivière, Labarthète, Lannux, Lelin-Lapujolle, Maulichères, Maumusson-Laguian, Projan, Saint-Germé, Saint-Mont, Ségos, Tarsac, Vergoignan, Verlus in Viella s 6.821 prebivalci.
Kanton Riscle je sestavni del okrožja Mirande.

## Zanimivosti
- gotska cerkev sv. Petra iz 12. stoletja;